# Айтель-Фрідріх Кентрат
Айтель-Фрідріх Кентрат (нім. Eitel-Friedrich Kentrat; 11 вересня 1906, Мец — 9 січня 1974, Бад-Швартау) — німецький офіцер-підводник, корветтен-капітан крігсмаріне. Кавалер Лицарського хреста Залізного хреста.

## Біографія
В жовтні 1925 року вступив у ВМФ матросом. Служив на лінійних кораблях і крейсерах. У жовтні 1939 року переведений в підводний флот. На початку 1940 року здійснив 1 похід на підводному човні U-25. З 5 травня по 4 червня 1940 року командував навчальним підводним човном U-8, отримав поранення під час аварії і майже 3 місяці провів в госпіталі. З 31 жовтня 1940 року — командир U-74, на якому зробив 7 походів (провівши в морі в цілому 170 днів). 23 березня 1942 року переведений в розпорядження адмірала Ганса-Георга фон Фрідебурга. 11 вересня 1942 року призначений командиром U-196, на якому зробив 2 далекі походи (373 дні в морі), другий похід тривав 225 днів (з 13 березня по 23 жовтня 1943). Всього за час бойових дій потопив 8 кораблів загальною водотоннажністю 43 358 тонн і пошкодив 2 кораблі водотоннажністю 11 525 тонн.
| Дата             | Назва корабля                          | Тип                | Тоннаж | Вантаж                                                        | Екіпаж | Загинули | Країна             | Конвой |
| ---------------- | -------------------------------------- | ------------------ | ------ | ------------------------------------------------------------- | ------ | -------- | ------------------ | ------ |
| 11 березня 1941  | Frodi (пошкоджений)                    | Паровий траулер    | 123    | Риба                                                          | 11     | 5        | Ісландія           |        |
| 3 квітня 1941    | Leonidas Z. Cambanis                   | Торговий пароплав  | 4,274  | 6500 тонн пшениці                                             | 29     | 2        | Королівство Греція | SC-26  |
| 3 квітня 1941    | HMS Worcestershire (F29) (пошкоджений) | Допоміжний крейсер | 11,402 |                                                               | ?      | 1        | Британська імперія | SC-26  |
| 5 серпня 1941    | Kumasian                               | Торговий пароплав  | 4,922  | 7000 тонн генеральних вантажів                                | 60     | 1        | Британська імперія | SL-81  |
| 19 вересня 1941  | HMCS Levis (K115)                      | Корвет             | 925    |                                                               | 58     | 18       | Канада             | SC-44  |
| 20 вересня 1941  | Empire Burton                          | КАТ судно          | 6,966  | 9106 тонн пшениці                                             | 54     | 3        | Британська імперія | SC-44  |
| 7 листопада 1941 | Nottingham                             | Торговий теплохід  | 8,532  | Генеральні вантажі, включаючи віскі                           | 62     | 62       | Британська імперія |        |
| 11 травня 1943   | Nailsea Meadow                         | Торговий пароплав  | 4,962  | 7104 тонн військових матеріалів, генеральних вантажів і пошти | 44     | 2        | Британська імперія |        |
| 3 серпня 1943    | City of Oran                           | Торговий пароплав  | 7,323  | 8005 тонн вугілля                                             | 86     | 0        | Британська імперія | CB-1   |
| 9 липня 1944     | Shahzada                               | Торговий пароплав  | 5,454  | 5000 тонн арахісу                                             | 98     | 46       | Британська імперія |        |

21 вересня 1944 року в Пінангу залишив командування човном і до кінця війни служив у складі німецької військово-морської місії в Японії. В жовтні 1947 року повернувся в Німеччину.

## Звання
- Фенріх-цур-зее (1 січня 1930)
- Лейтенант-цур-зее (1 жовтня 1932)
- Оберлейтенант-цур-зее (1 вересня 1934)
- Капітан-лейтенант (1 червня 1937)
- Корветтен-капітан (1 січня 1943)

## Нагороди
- Пам'ятна військова медаль «Фленсбург-Мюрвік 31.5.31»
- Почесний знак гау Гессен в сріблі
- Медаль «За вислугу років у Вермахті»
  - 4-го класу (4 роки; 2 жовтня 1936)
  - 3-го класу (12 років; 1 жовтня 1937)
- Іспанський хрест в бронзі з мечами
- Залізний хрест 2-го і 1-го класу (13 квітня 1941) — отримав 2 нагороди одночасно.
- Нагрудний знак підводника (13 квітня 1941)
- Лицарський хрест Залізного хреста (31 грудня 1941)
- Почесна пластина з підводним озброєнням і портретом Еріха Редера (1942)
- Фронтова планка підводника в бронзі (20 вересня 1944)